# Chet Atkins
Chester Burton "Chet" Atkins (20 de junio de 1924 - 30 de junio de 2001) fue un influyente guitarrista y productor de country. Su estilo —inspirado por Merle Travis, Django Reinhardt, George Barnes y Les Paul— le trajo admiradores dentro y fuera de la escena de EE. UU. Atkins produjo discos para Eddy Arnold, Don Gibson, Jim Reeves, Connie Smith, y Waylon Jennings. 
También conocido como "Mr. Guitar" y "The Country Gentleman", junto con Owen Bradley y Bob Ferguson, ayudó a crear el sonido Nashville, el estilo de música country que amplió su atractivo para los aficionados a la música pop adulta. Era principalmente guitarrista, pero también tocaba la mandolina, el violín, el banjo y el ukelele, y ocasionalmente cantaba.
La revista Rolling Stone atribuyó a Atkins la invención del "sonido pop de Nashville" que rescató a la música country de un bache comercial" y lo incluyó en el puesto 21 de su lista de "Los 100 mejores guitarristas de todos los tiempos". En 2023, Atkins fue nombrado el 39.º mejor guitarrista de todos los tiempos. Entre otros muchos galardones, Atkins recibió 14 premios Grammy y el Grammy Lifetime Achievement Award. También recibió nueve premios de la Country Music Association al Instrumentista del Año. Fue incluido en el Salón de la Fama del Rock and Roll, el Salón de la Fama y Museo de la Música Country y el Salón de la Fama y Museo de los Músicos. George Harrison también se inspiró en Chet Atkins; canciones tempranas de los Beatles como "All My Loving" muestran la influencia.

## Biografía
Chet Atkins nació en Luttrell, Tennessee, y creció con su madre, dos hermanos y una hermana. Sus padres se divorciaron cuando él tenía seis años. Comenzó tocando el ukelele y posteriormente violín; a los nueve años, negoció con su hermano Lowell una vieja pistola y algunas tareas a cambio de una guitarra. Se vio forzado a trasladarse a Georgia para vivir con su padre debido a una casi fatal condición asmática; por esta enfermedad le era necesario dormir sentado en una silla para poder respirar adecuadamente; durante esas noches se acostumbró a tocar la guitarra hasta dormirse, hábito que conservó el resto de su vida.
Se transformó en un guitarrista dotado mientras estaba en educación media. Atkins era autodidacta y, más tarde, la vida le concedió junto a Tommy Emmanuel, Jerry Reed y John Knowles el graduado honoris causa "CGP", significando "Guitarrista Certificado" (en inglés, Certified Guitar Player). Su hermanastro Jim fue también un guitarrista exitoso que llegó a trabajar con el Trío de Les Paul en Nueva York.
Atkins no tuvo un estilo propio hasta 1939, cuando, todavía viviendo en Georgia, oyó tocar a Merle Travis en la radio (WLW). Esta temprana influencia formó su estilo propio de tocar. Mientras que la mano derecha de Travis utilizó su índice para la melodía y el pulgar para apuntes de bajo, Atkins amplió su estilo de mano derecha para incluir una pulsación a las cuerdas con sus tres primeros dedos, y con el pulgar sobre el bajo. El resultado fue una claridad y complejidad que hizo su sonido inequívoco.  

## Trayectoria
Después de dejar el colegio en 1942, consiguió un trabajo en WNOX la radio de Knoxville. Allí tocó el violín y la guitarra con el cantante Bill Carlisle y el cómico Archie Campbell así como también se hizo miembro de la estación "Dixieland Swingsters", un pequeño combo instrumental de swing. Después de tres años, se movió a la radio WLW en Cincinnati, Ohio, donde Merle Travis anteriormente había trabajado. Después de seis meses él se movió a Raleigh y trabajó con Johnnie y Jack antes de dirigirse a Richmond, Virginia, donde tocó con la banda "Sunshine Sue Workman". La personalidad tímida de Atkins jugó contra él, dándose el hecho de que su estilo sofisticado condujo a muchos a dudar que fuera realmente un intérprete "country". Fue despedido a menudo, pero también fue capaz de conseguir otro trabajo en otra emisora de radio debido a su manera única de tocar.
Atkins hizo sus propios discos, que por lo general tomaban rasgos de pop y de jazz, en un estudio propio sofisticado en su casa, a menudo grabando las pistas de ritmo en la radio RCA, pero añadiendo sus partes de solo en casa, refinándolo todo hasta que el resultado lo dejara satisfecho. Los guitarristas de todos los estilos llegaban de todas partes para admirar sus álbumes debido a sus ideas musicales únicas y en algunos casos, sus ideas electrónicas experimentales. En este período Atkins se hizo conocido internacionalmente como "Mister Guitar" (Señor Guitarra), que es también el nombre de uno de sus álbumes. Su marca registrada para tocar, "el Estilo de Atkins", es muy difícil de dominar para un guitarrista. Consiste en usar el pulgar y los primeros dos -a veces tres- dedos de la mano derecha. Atkins desarrolló este estilo al escuchar a Merle Travis de vez en cuando de una radio primitiva. Él estaba seguro de que nadie podría tocar esto articuladamente con solamente el pulgar y el índice (que en realidad era exactamente como Travis lo tocaba) y asumió que para esto se requerían el pulgar y dos dedos. Así llegó al estilo que él promovió y dominó. 

### Intérprete y productor
El hit más grande de Atkins fue el sencillo de 1965, "Yakety Axe" una adaptación de su amigo saxofonista Boots Randolph, "Yakety Sax". Él raras veces se presentaba en vivo en aquel tiempo, y eventualmente tuvo que contratar a otros productores de RCA como Robert Ferguson y Felton Jarvis para aliviar su carga de trabajo. Un combate en 1973 contra el cáncer de colon, sin embargo, obligó a Atkins a redefinir su papel en RCA y permitir a otros manejar la administración mientras que él volvió a su primer amor, la guitarra, a menudo grabando con Reed o incluso con Homer y Jethro en Jethro Burns (el cuñado de Atkins) después de que Homer muriese.
Hasta finales de los años 70, Atkins trabajó como productor. Nuevos ejecutivos en la RCA tenían ideas diferentes. Primero se retiró de su posición en la empresa, y luego comenzó a sentirse incómodo como artista porque la RCA no le dejaría diversificarse en el jazz. Al mismo tiempo se molestó con la dirección Gretsch ya sin posesión familiar sobre ella. Retiró su autorización para que usaran su nombre y comenzó a diseñar guitarras Gibson. Finalmente abandonó RCA en 1982 y firmó con Columbia Records, para la cual produjo un álbum de estreno en 1983. Mientras estaba con Columbia, mostró su creatividad y gusto en la guitarra de jazz, y en varios otros contextos. El jazz siempre fue su amor y, a menudo, en su carrera fue criticado por músicos "puros" de country del país, por sus influencias de jazz. También dijo en muchas ocasiones que no le gustaba ser llamado un "guitarrista country", insistiendo que él era un guitarrista nada más. Aunque tocase 'de oído' y fuese un improvisador magistral, también fue capaz de leer la música y hasta realizó algunos arreglos de guitarra clásicos con gusto y distinción. Más tarde, volvió al country con álbumes que él registró junto a Mark Knopfler y Jerry Reed. Siendo elegido para nombrar a los diez guitarristas más influyentes del siglo XX, nominó a Django Reinhardt en primera posición de la lista, y él mismo se ubicó quinta posición.
En los años posteriores volvió a la radio, apareciendo en Garrison Keillor's Prarie Home Companion, llegando incluso al punto de tocar un violín de tiempo en tiempo.

## Muerte y legado
Atkins recibió numerosos galardones, entre ellos 14 Premios Grammy y nueve premios de la Country Music Association al Instrumentista del Año.En 1993, fue galardonado con el Grammy Lifetime Achievement Award. En diciembre de 1997, la revista Billboard le concedió el Century Award, su "máximo galardón por sus distinguidos logros creativos". En 2002, Atkins fue incluido a título póstumo en el Salón de la Fama del Rock and Roll. Al año siguiente, Atkins ocupó el puesto 28 en la lista de "Los 40 hombres más grandes de la música country" de Country Music Television. En noviembre de 2011, Rolling Stone situó a Atkins en el número 21 de su lista de los "100 mejores guitarristas de todos los tiempos".
Atkins murió el 30 de junio de 2001 en su casa en Nashville, a la edad de 77 años. Atkins, que llevaba varios años luchando para vencer el cáncer que padecía, después de haber superado un cáncer de colon en 1973 y un tumor cerebral en 1997. El guitarrista intervino en cientos de discos incluyendo los de Elvis Presley y los Everly Brothers además de haber sido muy importante en las carreras de Dolly Parton y Roy Orbison.
Atkins fue citado muchas veces en todas partes de su carrera, y en su propio legado él una vez dijo: 

"Años después, luego de que me haya ido, alguien escuchará lo que hice y sabrá que yo estuve aquí. A ellos no les importará quién era yo, pero ellos oirán a mis guitarras hablando por mí."

## Premios de la industria
Asociación de Música Country
- 1967 Instrumentalista del Año
- 1968 Instrumentalista del Año
- 1969 Instrumentalista del Año
- 1981 Instrumentalista del Año
- 1982 Instrumentalista del Año
- 1983 Instrumentalista del Año
- 1984 Instrumentalista del Año
- 1985 Instrumentalista del Año
- 1988 Musicista del Año

Museo y Salón de la Fama de la Música Country
- Incluidos en 1973

Premios Grammy
| Premio | Año  | Trabajo/es                       | Ganador |
| 1971 Mejor rendimiento instrumental del país con Jerry Reed– | 1972 | Yo y Jerry                       | Ganador |
| Mejor rendimiento instrumental del país | 1972 | "Snowbird"                       | Ganador |
| Mejor rendimiento instrumental del país con Merle Travis– | 1973 | The Atkins-Travis Traveling Show | Ganador |
| Mejor rendimiento instrumental del país | 1976 | "El Entertainer"                 | Ganador |
| Mejor rendimiento instrumental del país con Les Paul | 1977 | Chester y Lester                 | Ganador |
| Mejor rendimiento instrumental del país | 1982 | País después de todos estos años | Ganador |
| Mejor rendimiento instrumental del país con Mark Knopfler | 1986 | "Cosmic Square Dance"            | Ganador |
| Mejor rendimiento instrumental del país con Mark Knopfler | 1991 | "Tan suave, tu adiós"            | Ganador |
| 1991 Mejor colaboración Vocal País con Mark Knopfler | 1991 | "Poor Boy Blues"                 | Ganador |
| Mejor rendimiento instrumental del país con Jerry Reed | 1993 | Sneakin alrededor                | Ganador |
| 1993 Grammy Lifetime Achievement Award ' | 1993 | Honorífico                       | Ganador |
| Mejor rendimiento instrumental del país Con Asleep en la Rueda, Eldon Shamblin, Johnny Gimble, Marty Stuart, Reuben "Los océanos afortunados" Gosfield & Vince Gill | 1994 | "Ala Roja"                       | Ganador |
| Mejor rendimiento instrumental del país | 1995 | "Ladrón joven"                   | Ganador |
| Mejor rendimiento instrumental del país | 1996 | "Jam Man"                        | Ganador |

Salón de la Fama del Rock and Roll
- Miembros del Salón de la Fama del Rock and Roll